# Xã Presque Isle, Michigan
Xã Presque Isle (tiếng Anh: Presque Isle Township) là một xã thuộc quận Presque Isle, tiểu bang Michigan, Hoa Kỳ. Năm 2010, dân số của xã này là 1.656 người.